# Lori Beth Denberg
Lori Beth Denberg, född 2 februari 1976 i Northridge, är en amerikansk skådespelerska och komiker. Hon var programledare för Nickelodeon-serien All that 1994-1998.